# Juan del Río Martín
Juan del Río Martín (ur. 14 października 1947 w Ayamonte, zm. 28 stycznia 2021 w Madrycie) – hiszpański duchowny katolicki, arcybiskup Ordynariatu Wojskowego Hiszpanii w latach 2008–2021.

## Życiorys
Ukończył studia z nauk społecznych na uniwersytecie w Granadzie oraz studia filozoficzne w Centrum Studiów Teologicznych w Sewilli. Uzyskał też tytuł doktora z teologii dogmatycznej na Papieskim Uniwersytecie Gregoriańskim.
Święcenia kapłańskie otrzymał 2 lutego 1974 i został inkardynowany do archidiecezji Sewilli. Pełnił funkcje m.in. prorektora miejscowego seminarium, kapelana uniwersytetu w Sewilli (1989–2000), a także dyrektorem Biura Informacyjnego Biskupów Południowej Hiszpanii (1988–2000).

### Episkopat
29 czerwca 2000 papież Jan Paweł II mianował go biskupem ordynariuszem diecezji Jerez de la Frontera. Sakry biskupiej udzielił mu 23 września 2000 ówczesny nuncjusz apostolski w Hiszpanii – abp Manuel Monteiro de Castro.
30 czerwca 2008 został mianowany arcybiskupem Ordynariatu Wojskowego Hiszpanii, zastępując na tym stanowisku abp Francisco Pérez Gonzáleza.